# Barry Brook (Ökologe)

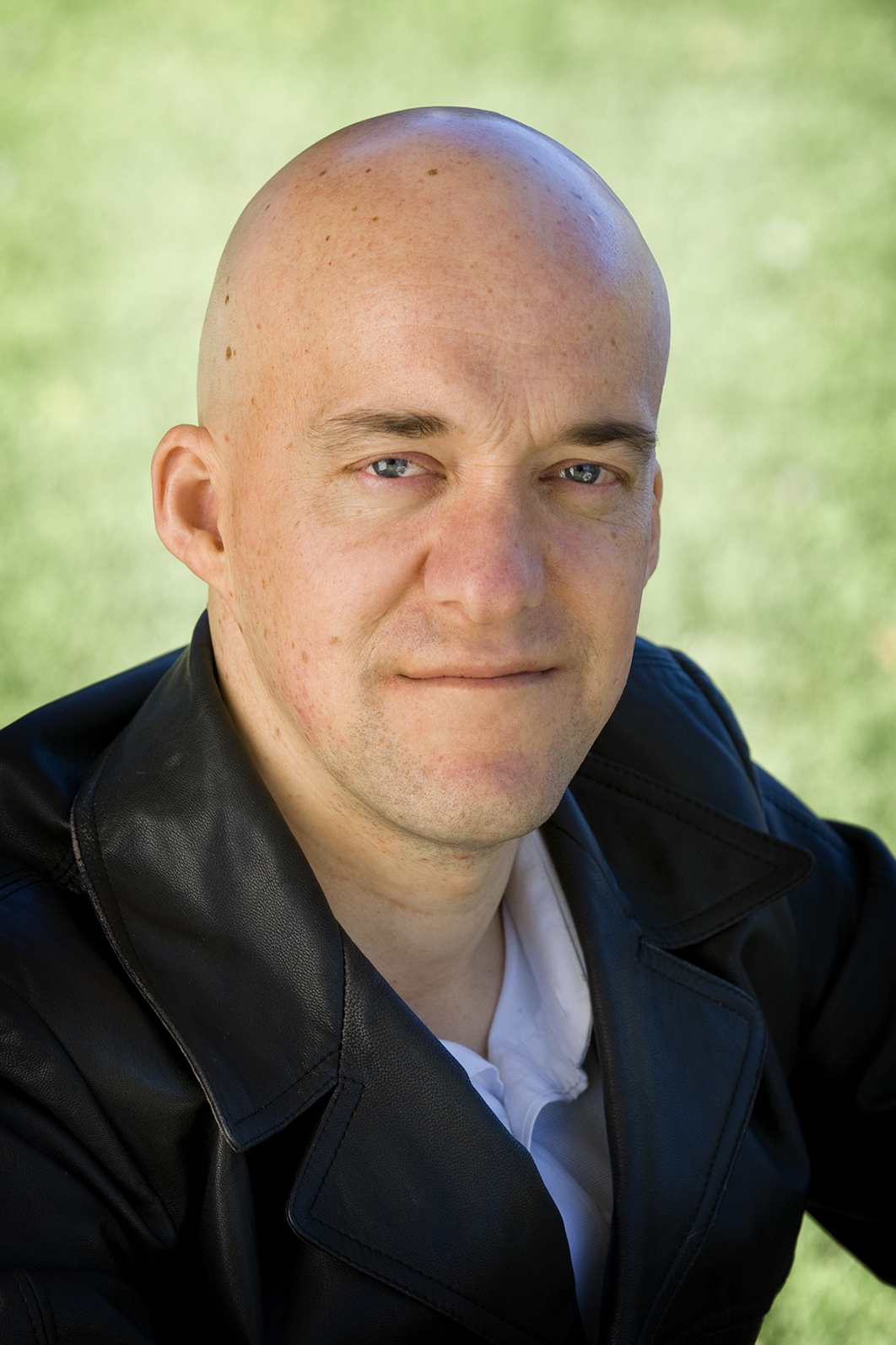
Barry Brook (2011)

Barry William Brook (* 28. Februar 1974 in Melbourne, Australien) ist ein australischer Umweltwissenschaftler.

## Werdegang
Brook studierte an der Macquarie University in Sydney. Dort erlangte er 1995 einen B.Sc. (Hons I) in Naturschutzbiologie, Ökologie und Evolution (conservation biology, ecology and evolution). Im Jahr 1999 wurde er mit einer Arbeit aus dem Bereich des Naturschutzes (Titel: Evaluating population viability analysis) zum Ph.D. promoviert. Danach war er längere Zeit am Key Centre for Tropical Wildlife Management in Darwin tätig. Eine 2000 erschienene Veröffentlichung von Brook (et al.) im Magazin Nature überprüfte und bestätigte das Modell der Population Viability Analysis.
An der University of Adelaide hat Brook den nach Sir Hubert Wilkins benannten Lehrstuhl für Klimawandel inne und ist Direktor am Environment Institute. Außerdem ist er als Mitglied des Science und Research Councils (deutsch: Wissenschaftsrat) Berater der Regierung des Bundesstaats Süd-Australien.
Bei dem nicht staatlichen und nach Eigenangaben gemeinnützigen Science Council for Global Initiatives (deutsch: Wissenschaftsrat für Globale Initiativen), der einige prominente Nuklearfachleute wie Evgeny Velikhov sowie Baldev Raj zusammen mit prominenten Klimaschützern wie James E. Hansen für Reden und Veranstaltungen vermittelt, ist Brook Mitglied.
Brook ist ein erklärter Befürworter der Kernenergie und zählt diese, insbesondere bei Verwendung von Reaktoren der 4. Generation wie dem natriumgekühlten Integral Fast Reactor (einem Brutreaktor neueren Typus), zu den nachhaltig und dauerhaft verwendbaren Energieträgern. Er hat diese These unter anderem in einem Interview mit der FAZ selbst im Zusammenhang mit der Nuklearkatastrophe von Fukushima im Gefolge des Tōhoku-Erdbeben 2011 in Japan verteidigt.
Brook spricht sich dabei als Umweltbiologe und Klimaspezialist zugunsten eines Reaktortyps aus, an dem zwar intensiv geforscht, der aber gleichzeitig von etlichen Gegnern und Spezialisten aufgrund des Risikos bei einem Freiwerden von Natrium aus dem Kühlkreislauf kritisch betrachtet wird. Brook verweist dabei auf die bei anderen Energieträgern und der Globalen Erwärmung generell vorhandenen Risiken.
Einer breiteren Öffentlichkeit ist Brook als Blogger bekannt, seine Internet-Plattform heißt BraveNewClimate.

## Persönliches
Brook ist mit einer Japanerin verheiratet und hat zwei Söhne.

## Auszeichnungen
- 2010: Community Science Educator of the Year[6]
- 2007: Cosmos Bright Sparks Award als einer der Top Ten unter den jungen Wissenschaftlern in Australien[7]
- 2007: H.G. Andrewartha Medaille[8]
- 2006: Fenner Medaille[9]
- 2006: Edgeworth David Medaille[10]
- 1999: Preis der Australian Flora Stiftung[11]

## Veröffentlichungen
- Why vs Why: Nuclear Power. Brook, B.W. & Lowe, I. (2010) Pantera Press, ISBN 978-0-9807418-5-8
- Predictive accuracy of population viability analysis in conservation biology. Brook, B.W., O’Grady, J.J., Chapman, A.P., Burgman, M.A., Akçakaya, H.R., & Frankham, R. Nature (2000) 404: 385–387
- Catastrophic extinctions follow deforestation in Singapore. Brook, B.W., Sodhi, N.S., & Ng, P.K.L. Nature (2003) 424: 420–423.
- Southeast Asian Biodiversity in Crisis, Sodhi, N.S., Brook, B.W. (2006) Cambridge University Press, London, UK, ISBN 978-0-521-83930-3, 212 p.
- Tropical Conservation Biology, Sodhi, Navjot S., Barry W. Brook and Corey J. A. Bradshaw (2007) Wiley-Blackwell, ISBN 978-1405150736
- Synergies among extinction drivers under global change. Brook, B.W., Sodhi, N.S. & Bradshaw, C.J.A. Trends Ecol Evol (2008) 23: 453–460